# Крифалы
Крифалы (лат. Cryphalus) — род жуков жуков-короедов из трибы Cryphalini.

## Описание
Мелкие жуки 1,1-2 мм. Булава усиков 4-члениковая с четко видимыми швами. Глаза с выемками. Третий членик лапок слабо двулопастной. Переднеспинка капюшонобразная окаймленная по бокам и в основании. Провентрикулюс с большой апикальной пластинкой. Эдеагус со склеротизованным тегменом (на вершине) и обычно с двумя тегминальными аподемами (отростками).

## Биология
Все виды питаются флоэмой и камбием хвойных и лиственных деревьев. Нападают преимущественно на ослабленные деревья. Они создают пещероподобные галереи под корой.

## Классификация
Включает около 250 видов. Некоторые виды, встречающиеся в Евразии (русские названия по В. Н. Старку):
- Cryphalus asperatus (Gyllenhal, 1813) — Еловый крифал (syn. Cryphalus abietis)[2][3]
- Cryphalus carpini Berger, 1916 — Грабовый крифал
- Cryphalus coryli V.N.Stark, 1936 — Лещиновый крифал
- Cryphalus intermedius Ferrari, 1867 — Европейский крифал
- Cryphalus kurilensis  Krivolutskaya, 1968 — Курильский крифал[5]
- Cryphalus kurenzovi V.N.Stark, 1936 — Крифал Куренцова (syn. Cryphalus ussuriensis)[5]
- Cryphalus latus Eggers, 1929 — Широкий крифал
- Cryphalus longus (Eggers, 1926) — Длинный крифал (syn. Cryphalus alni)[5]
- Cryphalus malus  Niisima, 1909 — Черемуховый крифал (syn Cryphalus padi)[5]
- Cryphalus mandschuricus  Eggers, 1929 — Маньчжурский крифал
- Cryphalus numidicus Eichhoff, 1878
- Cryphalus piceae (Ratzeburg, 1837) —  Западный крифал (syn. Cryphalus orientalis)[2]
- Cryphalus piceus Eggers, 1926 —  Японский крифал
- Cryphalus pruni Eggers, 1929 — Плодовый крифал
- Cryphalus redikorzevi Berger, 1916 —  Крифал Редикорцева
- Cryphalus saltuarius Weise, 1891 — Таёжный крифал
- Cryphalus scopiger Berger, 1916 — Ореховый крифал
- Cryphalus sichotensis Kurenzov, 1941 — Горный крифал
- Cryphalus viburni V.N.Stark, 1936 — Калиновый крифал

## Распространение
Встречается в Евразии, Северной Америке, Африке и Океании. Был завезен в Центральную и Южную Америку.